# Dieter Riechmann
Dieter Riechmann (* 17. Mai 1944 in Lemgo) wurde 1987 in den USA wegen Mordes an seiner Lebensgefährtin Kersten Kischnick angeklagt und zum Tode verurteilt. Die Strafe wurde später in lebenslange Haft umgewandelt.

## Mord an Kersten Kischnick
Kersten Kischnick arbeitete als Prostituierte in mehreren europäischen Ländern. Es wurde angenommen, dass Dieter Riechmann ihr Zuhälter gewesen sein könnte. Sie waren dreizehn Jahre lang ein Paar, bis sie zusammen 1987 in Florida Urlaub machten.
Am 25. Oktober 1987 wurde Kischnick auf dem Beifahrersitz von Riechmanns Mietauto in Miami durch einen Kopfschuss getötet. Danach fuhr Riechmann, angeblich auf der Suche nach Hilfe, in Miami ziellos umher, bis er auf eine Polizeistreife traf. Er gab daraufhin an, dass, während sie Passanten nach dem Weg fragten, ein schwarzhäutiger Fremder sich ihnen genähert und Kischnick erschossen habe.
Im Zuge der Ermittlungen wurde eine Lebensversicherung auf Kersten Kischnick im Wert von über 961.000 $ entdeckt. Ebenso wurde der Mietwagen über Riechmanns Kreditkarte bezahlt, die eine Insassenversicherung einschloss. Im Falle eines Unfalltodes von Kischnick wäre die Summe der Lebensversicherung an Riechmann ausbezahlt worden. Diese Versicherungen wurden als Tatmotiv vermutet.
Die Polizei gab an, eine blutverschmierte Taschenlampe im Kofferraum des Mietwagens sichergestellt zu haben. Es wird von offizieller Seite angenommen, dass Dieter Riechmann an einem abgelegenen Ort die Taschenlampe nahm, aus dem Wagen ausstieg, zur Beifahrerseite ging, Kersten Kischnick mit der Lampe blendete und dann erschoss. Die Polizei stellte an beiden Händen Riechmanns Schmauchspuren fest, doch die gefundene Taschenlampe wurde nicht als Beweisstück in den Prozess eingebracht. Bilder des Kofferraums des Mietwagens verschwanden nur wenige Tage vor Prozessbeginn.
Riechmann wurde am 4. November 1988 zum Tode verurteilt, dieses Urteil wurde allerdings 1996 wegen Verfahrensfehlern bei der Beratung über das Strafmaß zunächst ausgesetzt. Später wurde das Todesurteil jedoch wieder bestätigt. 2010 wurde die Todesstrafe in lebenslange Haft ohne Aussicht auf Bewährung umgewandelt.

### TV-Dokumentation
Die 2004 produzierte TV-Dokumentation Todesstrafe für eine Lüge zeigt, wie der Journalist Peter F. Müller den Fall ab 1997 wieder aufrollt und dabei auf Meineide und Manipulationen der US-Justiz stößt, was zur Neuverhandlung des Prozesses führte. Die Dokumentation leitet die Theorie her, dass nicht Riechmann, sondern ein Krimineller aus dem Drogenmilieu den Mord begangen haben könnte, wobei Riechmann sich jedoch bei der Vernehmung womöglich in Widersprüche verstrickte, weil er einen größeren Drogendeal verheimlichen wollte, und diese angebliche Lüge mutmaßlich bis heute aufrechterhält (Filmzitat: „Dieter Riechmann wartet weiter in der Todeszelle. Nicht weil er ein Mörder ist. Sondern weil er gelogen hat. Weil alle Beteiligten gelogen haben. Immer wieder.“).